# Bimota

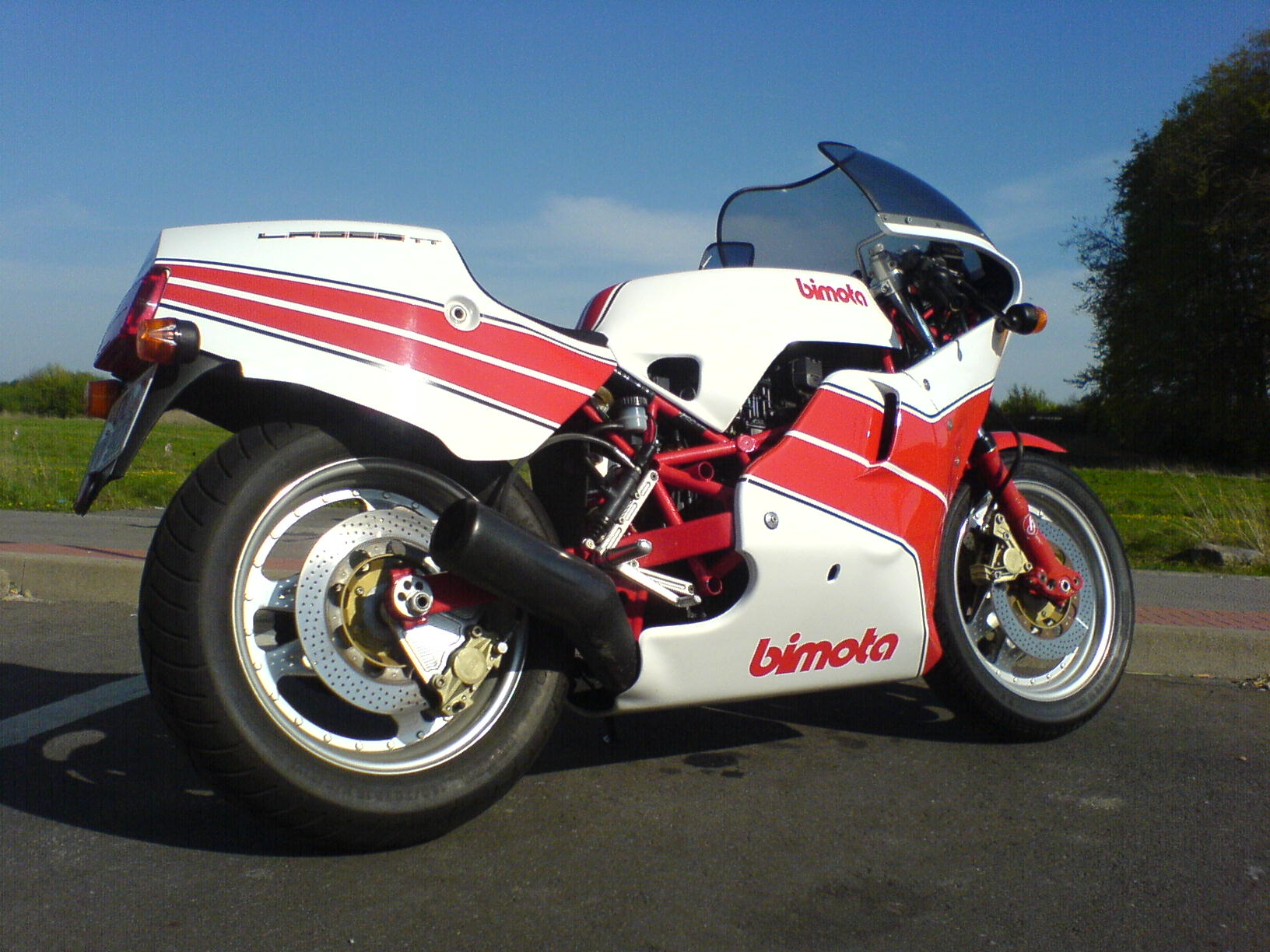
Bimota KB

Bimota är ett italienskt motorcykelmärke, som började tillverkas i Rimini 1973.
- Wikimedia Commons har media som rör Bimota.